# Haufer Park
Der Haufer Park in Gevelsberg, ehemals Haufer Bahnhof, ist eine kleine Parkanlage, die im Rahmen der Umbaumaßnahmen auf der Hagener Straße entstanden ist. Die Parkanlage befindet sich auf der Höhe der Hagener Straße 79 und ist mit einem Wander- und Radweg entlang der alten Bahnlinie verbunden.
Vor Beginn des kommunalen Förderprogramms Nirgena/Haufe 1997 war der Stadtteil durch Industriebrachen, Mülldeponien, und Chemikalien belastet. Die Sanierung, die ab 2001 als kommunaler Rahmenplan mit Landesmitteln unterstützt wurde, bestand aus einer Umgestaltung des Ennepebogens mit Parkanlage, einer Verschmälerung der Hagener Straße (B7), Querungshilfen und weiteren Maßnahmen. Auch ein Reihenhausviertel wurde gebaut. Die Umgestaltung war Teil eines interkommunalen Sanierungsprojekts.